# ISO 3166-2:AE
La ISO 3166-2:AE incluye los códigos de los 7 emiratos de Emiratos Árabes Unidos (EAU). El objetivo de esta familia de normas es establecer en todo el mundo una serie de abreviaturas para los lugares, para su uso en las etiquetas de paquetes, contenedores y tal. En cualquier lugar donde un código alfanumérico corto puede servir para indicar claramente la ubicación de una forma más conveniente y menos ambigua que la forma completa el nombre del lugar.
Cada código se compone de dos partes, separadas por un guion. La primera parte es AE, el código ISO 3166-1 alfa-2 de Emiratos Árabes Unidos. La segunda parte son dos letras:

## Códigos
| Código | Nombre de la subdivisión | Nombre de la subdivisión en español | Nombre de la subdivisión en escritura árabe (ar) |
| ------ | ------------------------ | ----------------------------------- | ------------------------------------------------ |
| AE-AZ  | Abū Z̧aby                 | Abu Dabi                            | أبو ظبي                                          |
| AE-AJ  | ‘Ajmān                   | Ajman                               | إمارة عجمانّ                                      |
| AE-FU  | Al Fujayrah              | Fuyaira                             | الفجيرة                                          |
| AE-SH  | Ash Shāriqah             | Sharjah                             | إمارة الشارقةّ                                    |
| AE-DU  | Dubayy                   | Dubái                               | دبي                                              |
| AE-RK  | Ra’s al Khaymah          | Ras al-Khaimah                      | إمارة رأس الخيمة                                 |
| AE-UQ  | Umm al Qaywayn           | Umm al-Qaywayn                      | أمّ القيوين                                       |

1. ↑  Solo para referencia, Nombre árabe en escritura árabe no incluido en el ISO 3166-2 estándar.